# Serafi Reig Ribó
Serafi Reig Ribó, né en 1915 et mort en 1979, est un homme politique andorran, élu au conseil général pour la paroisse d'Encamp de 1950 à 1953, de 1956 à 1971 et de 1974 à 1979.

## Biographie
Membre de la Famille Reig originaire de Sant Julià de Loria, Serafí Reig Ribó s'installe à Encamp en 1947. Il est élu à plusieurs reprises au conseil général entre 1950 et 1979 et forme un tandem politique avec son frère, Julià Reig Ribó, qui occupe la fonction de syndic général pendant douze années.
Il est le père de Maria Reig Moles, parlementaire et le grand père de Carles Enseñat Reig, syndic général.